# جینو روسی (ورزشکار)
جینو روسی (انگلیسی: Gino Rossi; ۲۹ مهٔ ۱۹۰۸ – ۱ ژانویهٔ ۱۹۸۷) بوکسور اهل ایتالیا بود.